# Féneyrols
Féneyrols (okzitanisch: Fenairòls) ist eine französische Gemeinde mit 164 Einwohnern (Stand: 1. Januar 2022) im Département Tarn-et-Garonne in der Region Okzitanien (vor 2016: Midi-Pyrénées). Féneyrols gehört zum Arrondissement Montauban und zum Kanton Quercy-Rouergue. Die Einwohner werden Féneyrolais genannt.

## Geographie
Féneyrols liegt am Aveyron, etwa 50 Kilometer nordöstlich des Stadtzentrums von Montauban. Umgeben wird Féneyrols von den Nachbargemeinden Espinas im Norden, Verfeil im Nordosten, Varen und Montrosier im Osten, Milhars im Südosten, Roussayrolles im Süden, Saint-Michel-de-Vax im Südwesten sowie Saint-Antonin-Noble-Val im Westen.

## Bevölkerung
| Jahr      | 1962 | 1968 | 1975 | 1982 | 1990 | 1999 | 2006 | 2018 |
| --------- | ---- | ---- | ---- | ---- | ---- | ---- | ---- | ---- |
| Einwohner | 132  | 185  | 176  | 136  | 141  | 166  | 174  | 144  |

## Sehenswürdigkeiten

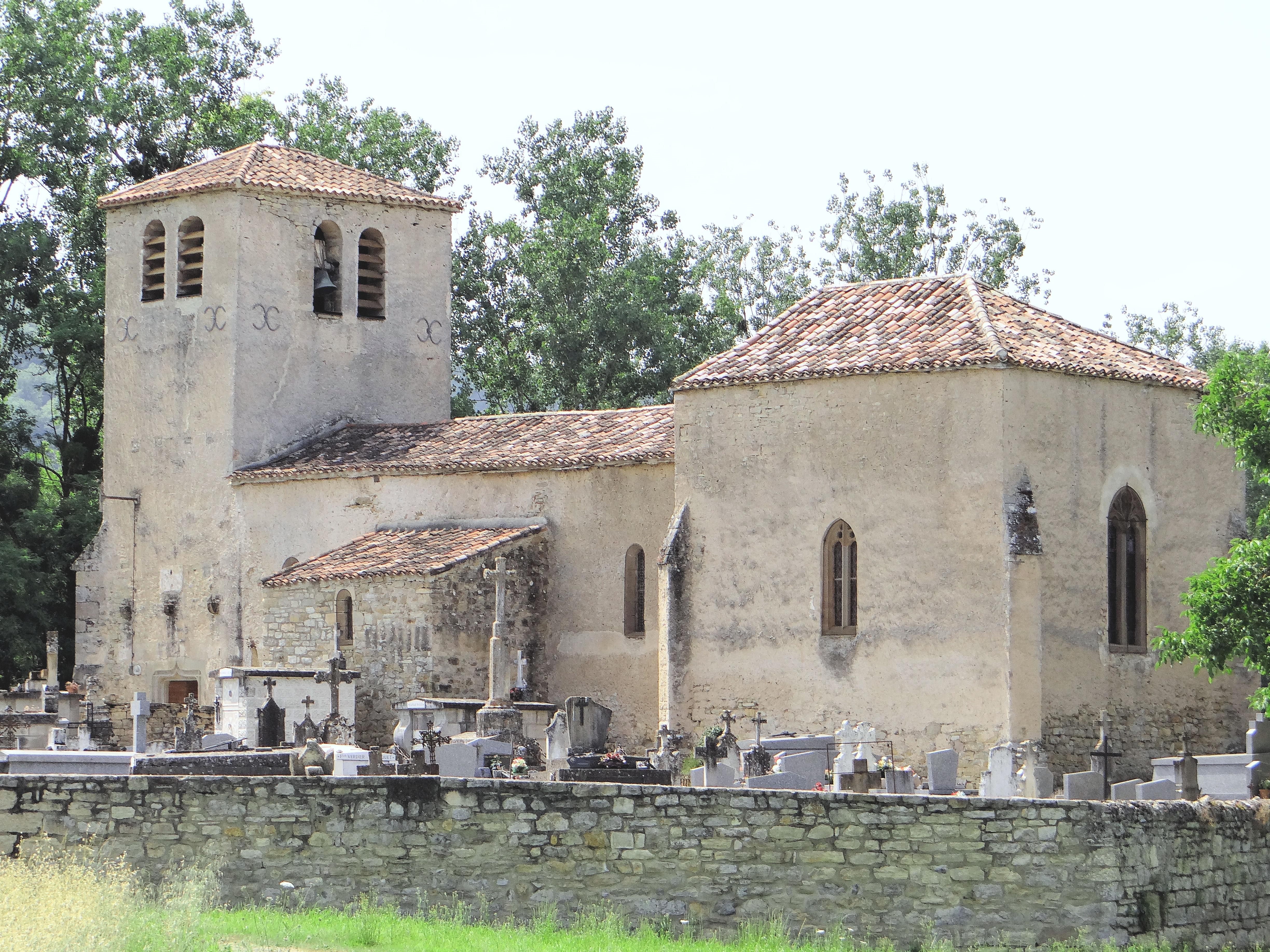
Kirche Saint-Jean-Baptiste
- Kirche Saint-Clair in Quergoale
- Kirche Saint-Julien in Carrendier
- Kirche in Saint-Amans
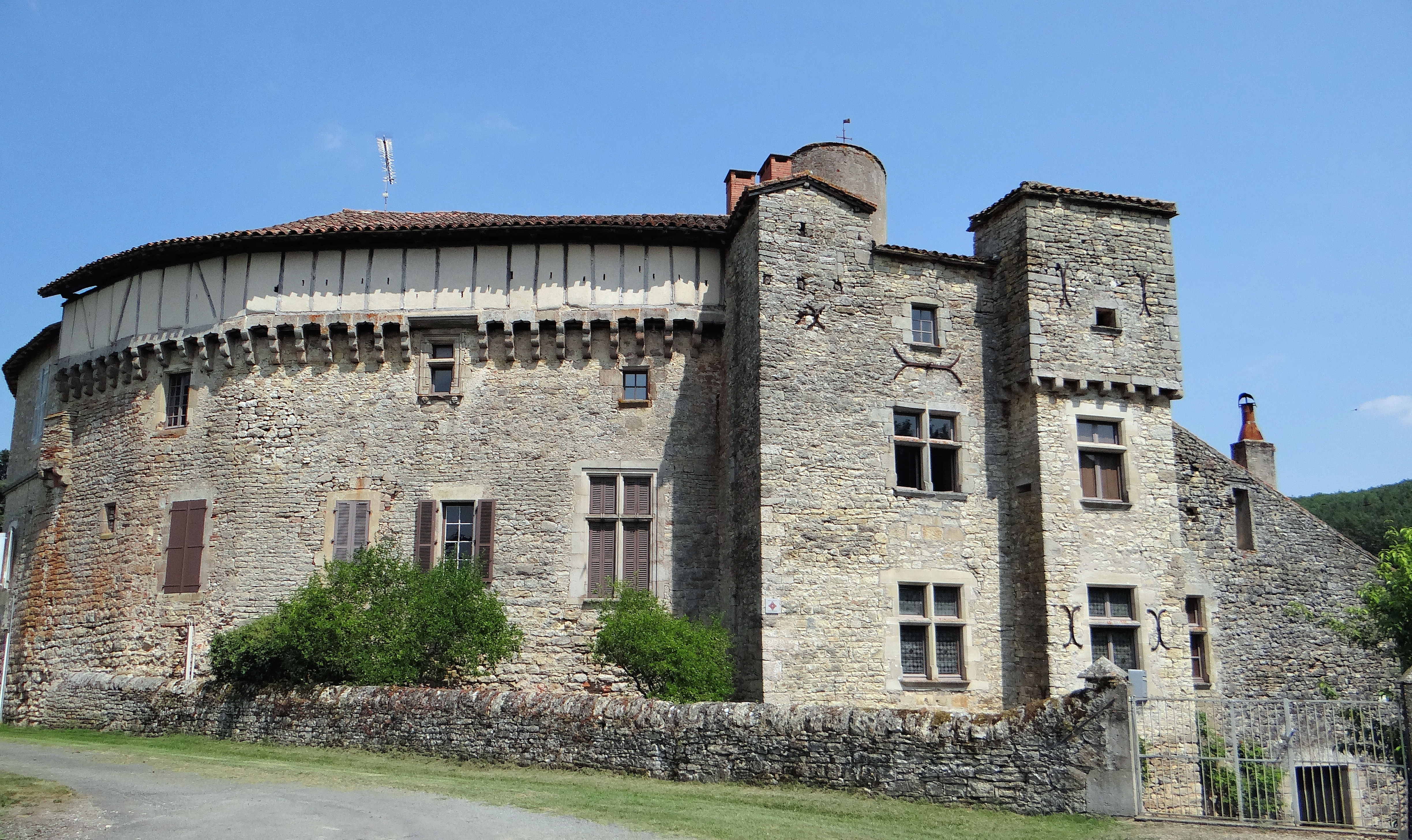
Schloss Capduelh
- Schloss Féneyrols

- Kirche Saint-Jean-Baptiste
- Schloss Féneyrols